# Héraklész oszlopai

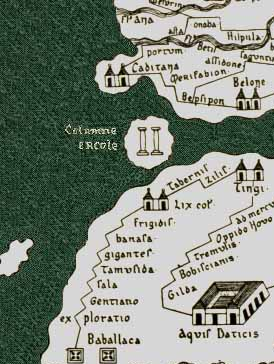
Héraklész oszlopai egy római útvonaltérképen, a Tabula Peutingerianán, szigetként ábrázolva. Érdekessége, hogy ezen a késő császárkori térképen nem latinul, hanem az archaizáló, etruszk eredetű nevén Columne Ercole névvel szerepel

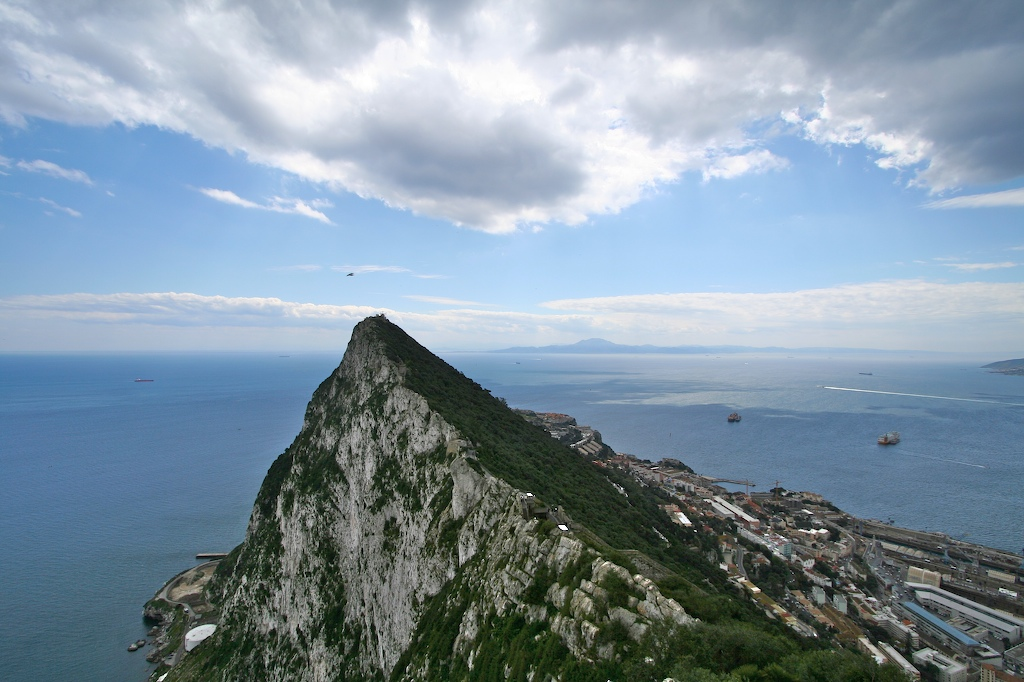
Gibraltár sziklája

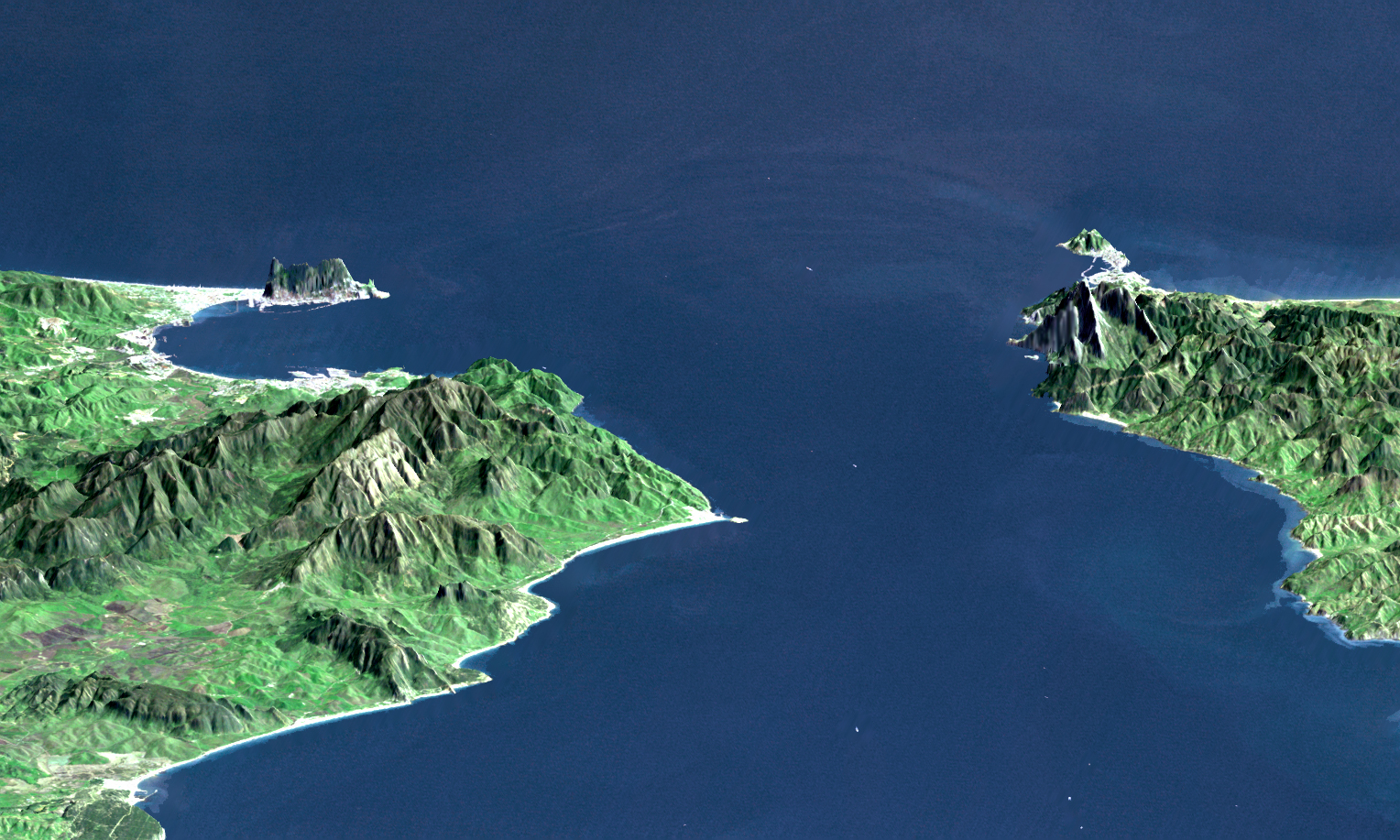
A Gibraltári-szoros perspektívikus képe

Héraklész oszlopai (Ηράκλειες Στήλες, Hérakleiesz sztélesz, latinul Columnae Herculis) a görög mitológiában a Gibraltári-szoros megnevezése. Az elképzelést valószínűleg Gibraltár és Ceuta égnek meredő sziklafalai inspirálták, de már az ókorban sem volt egységes elképzelés arról, hogy valójában melyik hegyek is az oszlopok, sőt voltak olyan elképzelések is, hogy mindkét oszlop Európában állt Gadeira (ma Cádiz) mellett. Pindarosz a gadeirai kapukat (Planktai és Szümplégadesz szigetek) tartja annak, Dikaiarkhosz, Eratoszthenész és Polübiosz a szoros körüli szirteket, ugyanakkor Gadeirában volt egy Héraklész-templom is, amelynek 8 könyök (körülbelül 4 méter) magas ércszobrai is szóba jöhetnek.
Az ókor legnagyobb részében a Földközi-tenger térségében élő népek számára az Atlanti-óceánra nyíló tengerszoros a világ végét jelképezte, amelyen túl a végtelen világóceán, az Ókeanosz terül el. Áthajóztak rajta ugyan a föníciaiak, majd azok utódjai, a punok, sőt kereskedelmi tevékenységet is folytattak a Héraklész oszlopain túli területekkel, mégis megmaradt a legendákban egyfajta misztikus világvégekapunak. A Héraklész-mítoszok nagy valószínűséggel az i. e. 13. század és i. e. 12. század fordulója környékén keletkeztek, amikor még ezek a kereskedelmi expedíciók nem indultak be, a föníciaiak sem léteztek. Erről az időről a homéroszi Odüsszeia és az argonauták története tudósít, amiből a görögök partközeli hajózása, kezdetleges csillagállás szerinti tájékozódás, a Földközi-tenger nyugati medencéjének és a Fekete-tengernek kezdődő bejárása olvasható ki. Ebben az időben a phaiákok – akik a név etimológiája alapján kapcsolatban állhattak a későbbi föníciaiakkal – voltak a tengerhajózás szakértői. Ekkor úgy tartották, hogy halandó ember azon túl, Ókeanoszhoz nem juthat el, de még a klasszikus hellén korban is a mérhetetlen messzeség és elérhetetlenség szinonimája maradt.
Az oszlopok Héraklész tizedik feladatának állítanak emléket. Apollodórosz szerint Héraklész végighaladt Európán, Libüa földjére ért és itt Tartésszosz felé haladva, Európa és Libüa határán emelte az emlékművet. (A görögök Libüának nevezték egész Észak-Afrikát.) Timoszthenész szerint a Kalpé-hegy melletti város régi neve Hérakleia volt és ezt is Héraklész alapította ugyanekkor. Innen indult tovább Gérüón szigetére, ami már az Ókeanoszban volt. Mivel a föníciaiak már valószínűleg ismerték a Kanári-szigeteket, nem lehetetlen Gérüón szigetének ilyen azonosítása. Sztrabón szerint azonban a keltibér vidékeket nevezték régen Tartésszosznak és Gérüón szigete, Erütheia Gadeirával azonos. Idézi viszont Eratoszthenész és Artemidórosz ennek is és egymásnak is ellentmondó véleményét. Platón Atlantiszt is Héraklész oszlopain túlra helyezte, de ennek csak irodalmi jelentősége van. Szicíliai Diodórosz szerint azért állította az oszlopokat, hogy a szorost összébb zárja, így megakadályozva, hogy az Ókeanoszból nagy szörnyek jussanak el a Földközi-tengerre.
Sztrabón idejében még mindig viszonylag ismeretlen térség volt. Az akkori világtérképen Afrika szinte félszigetként nyúlik el Gibraltárig. A Geógraphika hüpomnémata harmadik könyvében foglalkozik a Héraklész oszlopaihoz közel eső régiókkal. Sztrabón szerint a Kalpé-hegy olyan magas és meredek, hogy szigetnek látszik messziről, ez a mai Gibraltár-hegy. Sztrabón szerint mind Héraklész, mind Odüsszeusz hadjáratot vezetett errefelé, ezért vannak Athéné-templomok és más nyomai a korai görögöknek Ibériában.
Héraklész oszlopai az újabb korokban is jelentős szimbólumok. Több címerben feltűnik, ma is része Spanyolország, Extremadura tartomány és Cádiz város címereinek. Az előbbiben az V. Károly német-római császár által kitalált plus ultra mottó is rájuk utal.